# Geestmerambacht (polder)

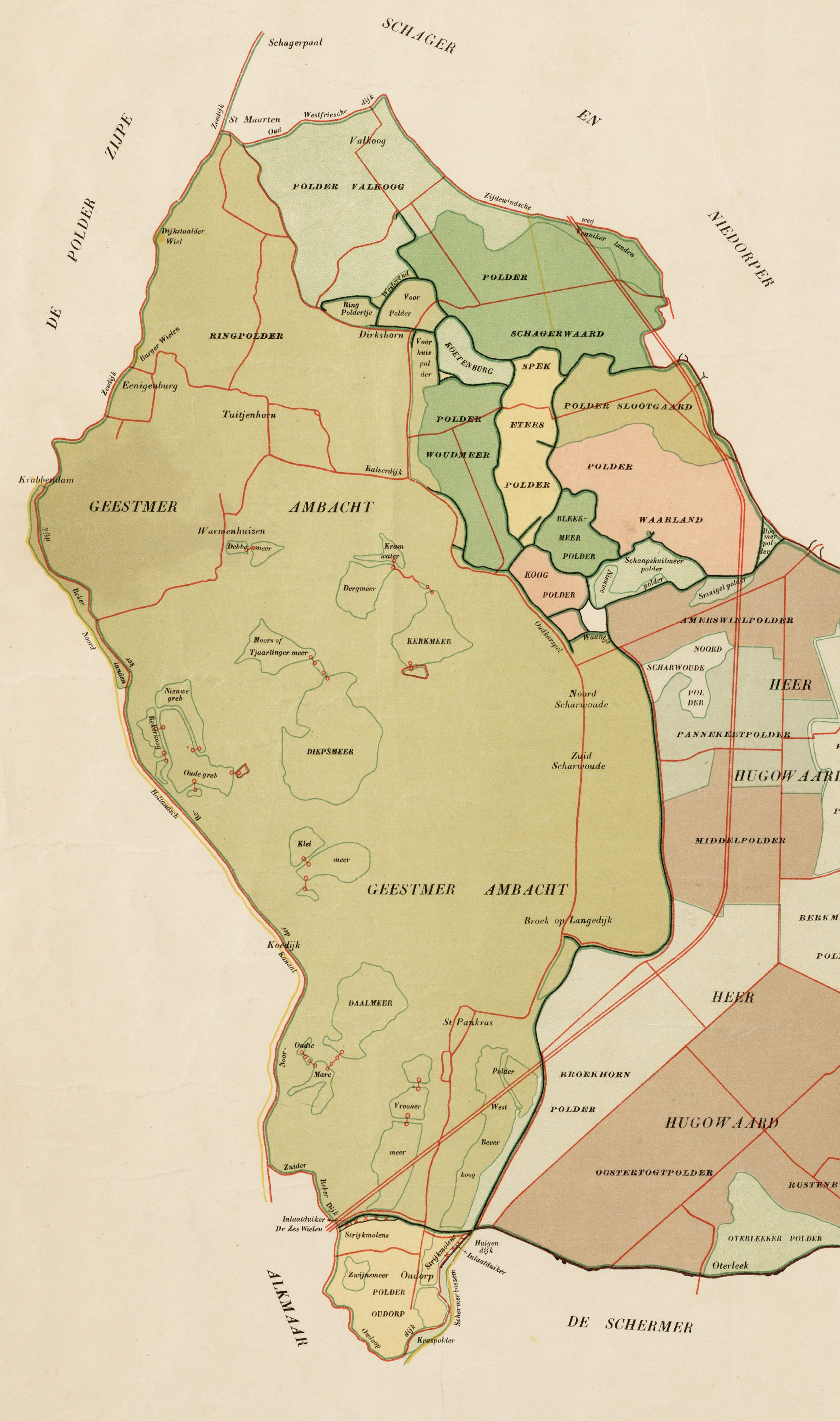
Geestmerambacht in 1907 met zuidwestelijk het Noordhollandsch Kanaal, en zuidoostelijk ligt onder de Waert polder.

Geestmerambacht is een polder in Noord-Holland ten noorden van Alkmaar, waarbinnen onder andere de gemeente Langedijk is gelegen. 

## Geschiedenis
Oostelijk van de polder beschermde de Oosterdijk de polder oorspronkelijk tegen het water van de Waert, het Woudmeer en het Bleekmeer, ingepolderd in resp. 1631, 1634 en 1637. De polder werd op deze dijk door elf molens bemalen. Hiervan zijn er twee nog aanwezig, poldermolen A en poldermolen D. Aan de noordzijde was de Hondsbossche Zeewering van groot belang en aan de westzijde werd de polder tegen de zee beschermd door de Westfriese omringdijk.
In de 19e eeuw was het Geestmerambacht waterschap verdeeld in een zeventiental polderdistricten. Deze waren gelegen rond de volgende dorpen (met de klok mee, zie afbeelding): Sint-Maarten, Valkkoog, Veenhuizen, Obdam, Hensbroek, Harenkarspel, Oudkarspel, Noord-Scharwoude, Zuid-Scharwoude, Broek op Langedijk, Sint Pancras, Ursem, Oterleek, Oudorp, Koedijk, Warmenhuizen en Eenigenburg.
Tot 1873 werd elke polder afzonderlijk bemalen met windmolens. In dat jaar was dit vervangen door een centraal stoomgemaal, en negen vijzelmolens.
Het gebied was een vaargebied met vele kleine akkers, dat deels voor ruim een derde uit water bestond. Eind jaren zestig en begin jaren zeventig heeft ruilverkaveling plaatsgevonden waardoor het een rationeel verkaveld landbouwgebied is geworden. Centraal in de polder is het Geestmerambacht recreatiegebied aangelegd. Het nabijgelegen natuurgebied Kleimeer en het Rijk der duizend eilanden, de Oosterdel, laten de oude structuren van het landschap nog zien. 
Geestmerambacht is in 1980 met zeventien polders en waterschappen opgegaan in waterschap groot-Geestmerambacht. In 2003 is dit waterschap opgegaan in het Hoogheemraadschap Hollands Noorderkwartier.

## Polder en peilbesluitgebied
Door het Hoogheemraadschap Hollands Noorderkwartier wordt de Geestmerambacht beschouwd als een waterschapgebied of peilbesluitgebied. Aan de oostelijke zijde grenst dit gebied aan de polders Burghorn, Valkkoog, Woudmeer, de Koogpolder en de polder Heerhugowaard en de Schermer. Zuidelijk en naar het westen ligt het Noordhollandsch Kanaal en noordoostelijk de Westfriese Zeedijk.
Het waterschapsgebied is hierbij gelegen in drie gemeenten: Schagen, Langedijk en Alkmaar. Hierbij is het peilbesluitgebied Geestmerambacht in tien polders onderverdeeld: Diepsmeer, Geestmerambacht, Hempolder, Huiswaard, Kleimeerpolder, Noord-Scharwoude, Oosterdel, Oudorperpolder, Rekerlanden en Zuiderkoog. Van deze polder is de polder Geestmerambacht verreweg het grootste met een oppervlakte van zo'n 5677 ha.

## Poldergemaal
De huidige Geestmerambacht polder wordt bemalen vanuit het centraal gelegen gemaal Geestmerambacht. Dit gemaal ligt naast het Geestmerambacht recreatiegebied tussen de Molentoght en de Saskervaart. De Molentoght is de oude ringvaart en boezem van de Diepsmeer, die in verbinding staat met de Schermerboezem. De Saskervaart is het verlengde kanaal naar het Noordhollands Kanaal. Hiernaast vindt er ook waterafvoer plaats in het oosten van het gebied in het gemaal Oosterdel.
Ten tijde van droogte zijn er aparte voorzieningen getroffen voor de wateraanvoer, zoals het waterschap verklaart: 
Aan de Zuidzijde wordt vanuit de Hoornse Vaart en bij de Rekerdijk via automatische inlaten water ingelaten. Vanuit het Noordhollands Kanaal wordt bij de Daalmeer op twee plaatsen, en bij Schoorldam op één plaats, water ingelaten. Bij de Zijpersluis bevindt zich een automatische inlaat om het noordelijk deel van de polder van water te voorzien. Aan de oostzijde van het gebied wordt op een drietal plaatsen water ingelaten vanuit de VRNK-boezem.

## Publicaties (selectie)
- Peilbesluit Geestmerambacht, Hoogheemraadschap Hollands Noorderkwartier, april 2018.